# Incident Taminato

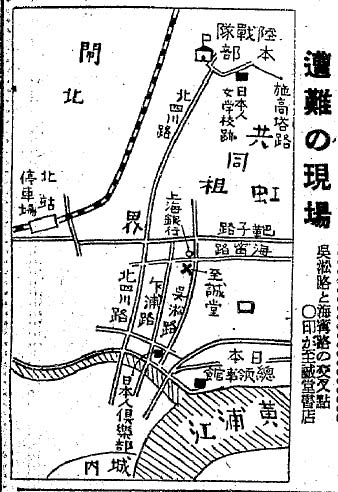
Le site de l'attaque, à l'intersection des routes Haining et Wusong, est marqué d'un "x"

L'incident Taminato (japonais : 上海日本人水兵狙撃事件 (Shanhai Nihonjin Suihei Sogeki Jiken, "l'incident du marin japonais poignardé à Shanghai")) est le meurtre d'un marin japonais qui fut commis en Chine dans le district de Hongkou dans la concession internationale de Shanghai le 23 septembre 1936. Le gouvernement impérial japonais répliqua par l'occupation du quartier de Hankou avec une force militaire de 2 000 soldats, ce qui correspondit au plus gros contingent japonais présent à Shanghai depuis 1932. Mais la crainte d'une guerre ouverte entre les deux pays empêcha la Chine et le Japon de laisser cet incident dégénérer en un conflit généralisé.

## Contexte
En Chine à l'époque de l'incident, le sentiment anti-japonais était très exacerbé et entretenu par la propagande du Parti communiste chinois. La politique japonaise était par ailleurs très agressive envers la Chine et de nombreux incidents, interventions et humiliations avaient été infligés aux Chinois depuis 1914 : occupation du Shandong jusqu'en 1922 puis de 1927 à 1929 ; incident de Hankou (en) en 1927; incident de Jinan et incident de Huanggutun en 1928; incident de Wanpaoshan en 1931 ; incident de Mukden et invasion japonaise de la Mandchourie en 1931-1932. En 1935, les communistes chinois ont cherché à augmenter leur audience en proclamant un mouvement de résistance contre le Japon à travers tout le pays lors de la déclaration du 1er août 1935
Dès lors, les échauffourées et les bagarres s'intensifièrent contre les Japonais présents dans le pays au point de provoquer de nombreux actes de terroristes comme l'assassinat dans le Shantou d'un policier japonais le 21 janvier 1935. À Shanghai, il y eut le meurtre d'un homme d'affaires japonais le 10 juillet 1935 ; du meurtre du marin Hideo Nakayama le 9 novembre 1935; de l'assassinat d'un autre homme d'affaires Kosaku Kayao le 10 juillet 1936. À Chengdu, on tua les journalistes Kozaburo Watanabe et Keiji Fukagawa le 24 août 1936 ; de Junzo Nakano au Beihai le 3 septembre 1936, et le policier Niwajiro Yoshioka dans le Hankou le 19 septembre 1936.

## L'assassinat de Taminato
Le 23 septembre 1936, quatre membres d'équipage du croiseur Izumo débarquent à Shanghai et se baladent le long de la route Haining au cœur de la concession internationale. À 20h20, lorsqu'ils s'approchaient de l'intersection de leur voie avec la route Wusong, ils furent brutalement tirés en arrière par une bande de quatre à cinq Chinois munis de pistolets qui s'étaient dissimulés près d'un arrêt de bus. Les marins de première classe Tomomitsu Taminato et Yoshitane Yawata, ainsi que le deuxième classe Yoshimi Ideriha furent gravement blessés. Rapidement, les trois victimes furent transportés à l'abri dans la librairie Shiseido mais les blessures de Taminato étaient mortelles : il avait été touché par des balles au bras gauche et à la poitrine droite. Rapidement, il s'effondra sur le sol de la librairie après avoir tenté de s'appuyer sur une étagère et mourut immédiatement.

## La crise diplomatique
Aussitôt la nouvelle connue, à 20h30 environ, l'ensemble du district de Hongkou est mis sous la loi martiale et est quadrillé par deux mille soldats japonais envoyés pour protéger les ressortissants japonais de la ville et traquer les auteurs du crime. Les rues sont barrées et verrouillées et chaque bâtiment fouillé. À 23h30, cent soldats japonais débarquent en renforts avec des chars et des véhicules blindés. 
Ainsi, dès minuit, l'ensemble du périmètre est occupé et fermé. Les Japonais commencent même à étendre leur occupation en dehors des limites de Hongkou. Suivant l'avis de l'amiral commandant la troisième flotte du Japon, le gouvernement impérial nippon entend donner une réponse ferme et sévère, et celle-ci fut la plus sévère par rapport aux autres incidents précédents qui eurent lieu en Chine. Jamais il n'y eut un tel déploiement de troupes japonaises à Shanghai depuis 1932. La Chine, alarmée par ce déploiement, craint une escalade vers la guerre. Tchang Kaï-shek demanda immédiatement par un télégramme à son ministre de la Guerre He Yingqin de mettre les troupes en état de guerre. De nombreux civils chinois fuirent  en masse le district de Hongkou. 
Au cours de l'état d'urgence décrété par les Japonais, trois suspects furent arrêtés par les soldats puis remis à la police municipale de Shanghai  et le 25 septembre, la majeure partie des troupes japonaises se retira. Mais les troupes maritimes n'évacuèrent pas Shanghai et réoccupèrent même brièvement Hongkou le 1er octobre, provoquant une nouvelle panique et exode de la population. 

## Conséquences

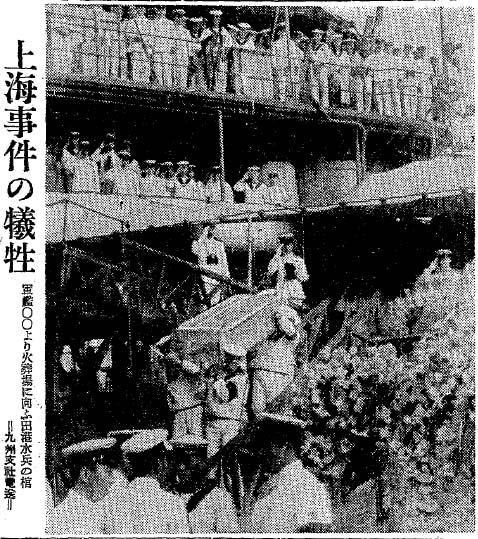
Retour des cendres de Tomomitsu au Japon.

L'incident n'a pas entraîné une guerre et, dans son sillage, de nombreux autres cas similaires ont été résolus. Le 2 octobre 1936, le tribunal de Shanghai a condamné deux Chinois à la peine de mort pour leur rôle dans le meurtre d'Hideo Nakayama en 1935 et le lendemain de ce jugement, le Japon a retiré ses troupes de Shanghai.
Ainsi, bon nombre de réfugiés chinois ont commencé à revenir. le 28 décembre un autre verdict de la cour dans l'affaire Kosaku Kayao a condamné deux autres Chinois à mort et cinq complices à des peines de prison. Ces deux jugements et l'affaire de Taminato révèlent le rôle de Wang Yaqiao (en), un riche Chinois anticonformiste et anti-japonais connu comme le "roi des assassins", qui sera à son tour lui-même assassiné le 21 novembre 1936.
Le Ministère des Affaires Étrangères chinois s'est efforcé, par des négociations, de protéger les ressortissants japonais et de maintenir l'ordre et la justice pour que le pays ne sombre pas dans l'anarchie. Mais il ne put empêcher d'autres assassinats à Shanghai comme le marin japonais Yasuji Takase le 11 novembre 1936. De ce fait, la marine japonaise développa un très fort sentiment de vengeance pour punir les Chinois, ce qui se verra lors du déclenchement de la seconde guerre sino-japonaise. L'incident Oyama du 9 août 1937 joua un rôle important dans le déclenchement de la bataille de Shanghai quand le lieutenant japonais Isao Oyama, ayant pénétré illégalement dans l'aéroport de Hongqiao, fut abattu par les troupes chinoises de maintien de la paix.